# 伊藤頼時
伊藤 頼時（いとう よりとき）は、戦国時代から安土桃山時代の武将。石見吉見氏の家臣。父は伊藤実信。名前の表記は「伊藤頼辰」とも。

## 生涯
弘治元年（1555年）または弘治3年（1557年）、吉見氏家臣である須子和泉守の嫡男として生まれる。同じく吉見氏家臣である伊藤実信の娘を妻とした。
永禄12年（1568年）10月の大内輝弘の乱において伊藤実信が戦死したが、実信には嗣子がいなかったため、頼時が婿養子として実信の後を継いだ。
しかし、実父方の一族である須子某に遺恨があったことから、天正10年（1582年）8月20日または天正12年（1584年）10月7日に頼時は須子某を討ち果たしたが、相討ちとなり頼時も死去した。享年28。嫡男の元利が後を継いだ。